# Конота чорна
Коно́та чорна (Psarocolius guatimozinus) — вид горобцеподібних птахів родини трупіалових (Icteridae). Мешкає в Колумбії і Панамі.

## Опис

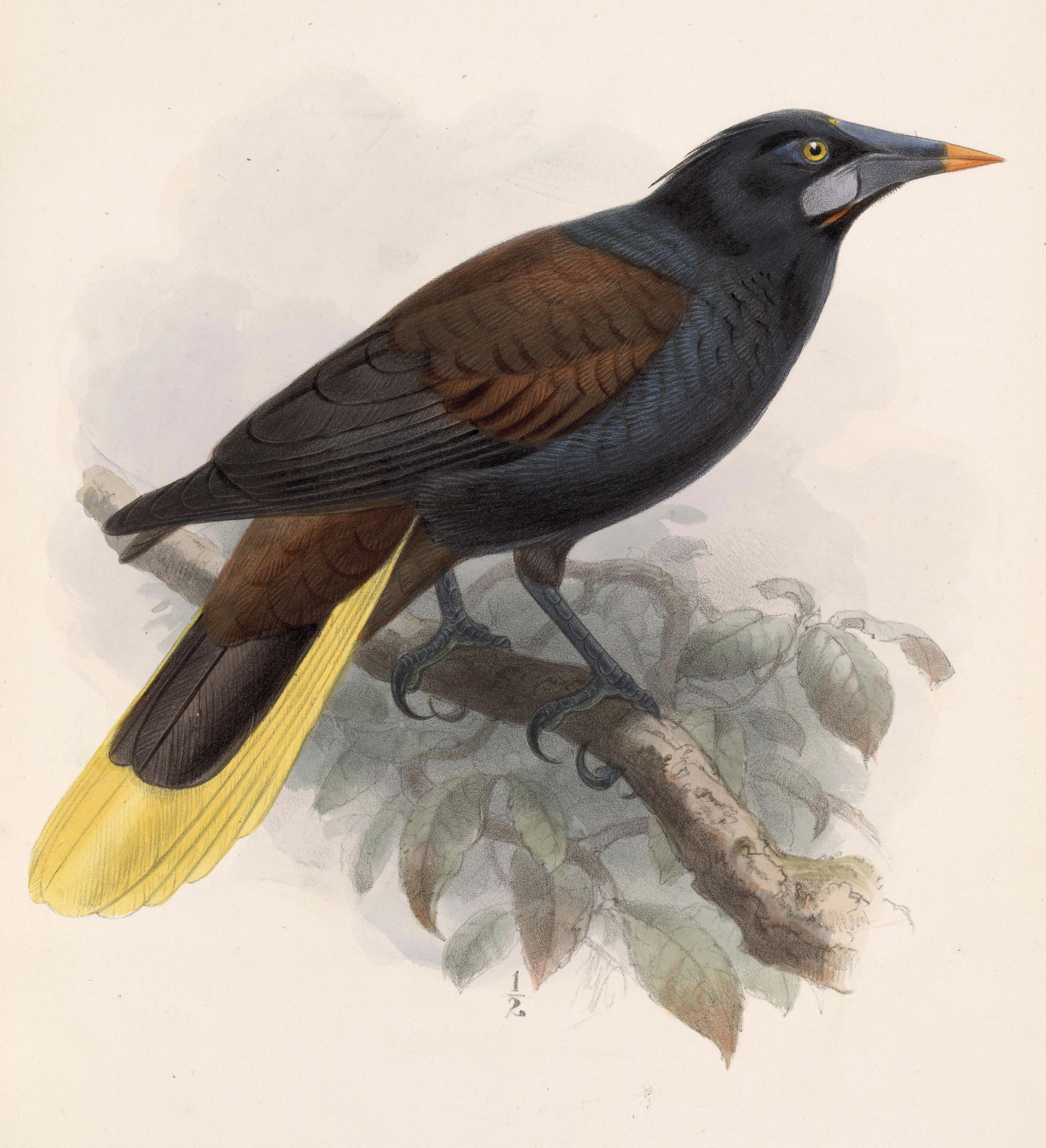
Чорна конота

Довжина самців становить 46 см, самиць 39,5 см. Забарвлення переважно чорне, спина, плечі, надхвістя і гузка темно-каштанові. На щоках плями голої блакитнуватої шкіри з рожевими краями знизу. Дзьоб чорний з оранжевим кінчиком.

## Поширення і екологія
Чорні коноти мешкають на крайньому південному сході Панами та на північному заході Колумбії (на схід до річки Магдалена). Вони живуть у вологих і сухих рівнинних тропічних лісах, на висоті до 800 м над рівнем моря. Зустрічаються зграями. Живляться великими комахами, дрібними безхребетними і плодами. Гніздяться колоніями, до 20 птахів в'ють свої гнізда на одному дереві. Гнізда мають мішечкоподібну форму, птахи плетуть їх з рослиних волокон і лоз і підвішують на деревах. Яйця рожевуваті, поцяткованих червонувато-коричневими плямами. В Колумбії сезон розмноження триває з квітня по червень.